# Iman al-Obeidi
Iman al Obeidi (în arabă: إيمان العبيدي, n. 1982) este o avocată libiană.
A ajuns în centrul atenției opiniei publice în timpul războiului civil din Libia din 2011, susținând că a fost maltratată și violată de soldați ai trupelor lui Muammar Gaddafi.
Acest caz scoate în evidență situația femeii în islam, supusă discriminării și adesea victimă a infracțiunilor de tip sexual.
The Washington Post o definește ca fiind un adevărat simbol al rezistenței împotriva lui Gaddafi.
Se refugiază în Qatar, apoi i se oferă azil politic în SUA, ca în cele din urmă să fie găzduită la Centrul de Tranzit pentru Refugiați din Timișoara.